# Collada de les Bordes
La Collada de les Bordes és una collada situada a 1.075 metres d'altitud del terme municipal de Conca de Dalt, dins del vell enclavament dels Masos de Baiarri, pertanyent a l'antic terme de Claverol, al Pallars Jussà.
Està situada a prop i a llevant del lloc on es dreçaven els Masos de Baiarri, a ponent de la Solana de Font Barrera i a l'esquerra del barranc de les Llaus, al nord del Roc de les Cases.
Passa per aquest coll la Pista nova de Baiarri, en el tram d'ascens cap a la plataforma on són les bordes de Baiarri des del barranc de les Llaus.